# Stade du Pairay
El Stade du Pairay también conocido como Stade de la Boverie, es un estadio de fútbol ubicado en la ciudad de Seraing, Provincia de Lieja, en Bélgica. Es utilizado por el club RFC Seraing, que en 2025 jugara en la Segunda División de Bélgica. Fue inaugurado en 1906 y actualmente posee una capacidad para 8.200 espectadores.
El estadio tuvo su apogeo en las décadas de 1980 y 1990 cuando su club residente el RFC Sérésien, militó en la máxima categoría del fútbol Belga. Tras la desaparición de este en 1996 (absorbido por Standard de Liège), el estadio fue ocupado desde 1996 por Seraing RUL hasta el 30 de junio de 2014, fecha en la que desaparece en una fusión que crea el Racing Club Charleroi-Couillet-Fleurus.
Desde 1999 hasta 2004, y luego desde 2008 hasta 2015 el RFC de Liège también utilizó este estadio.
A partir de la temporada 2014-15, el “Stade du Pairay” vuelve a la antesala de la élite con la llegada del RFC Seraing al fútbol profesional.